# Józef Mehoffer

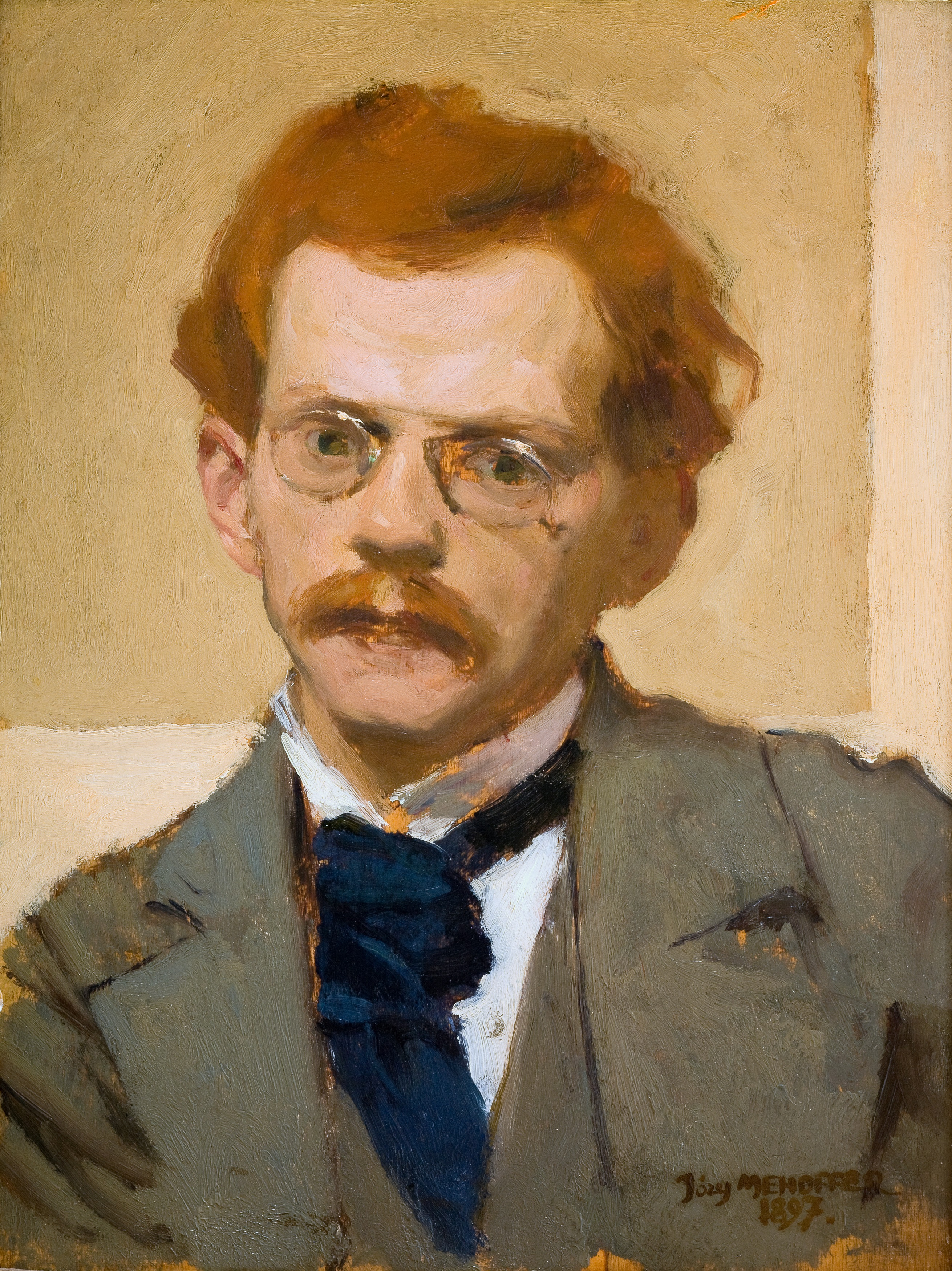
Selbstporträt (1897)

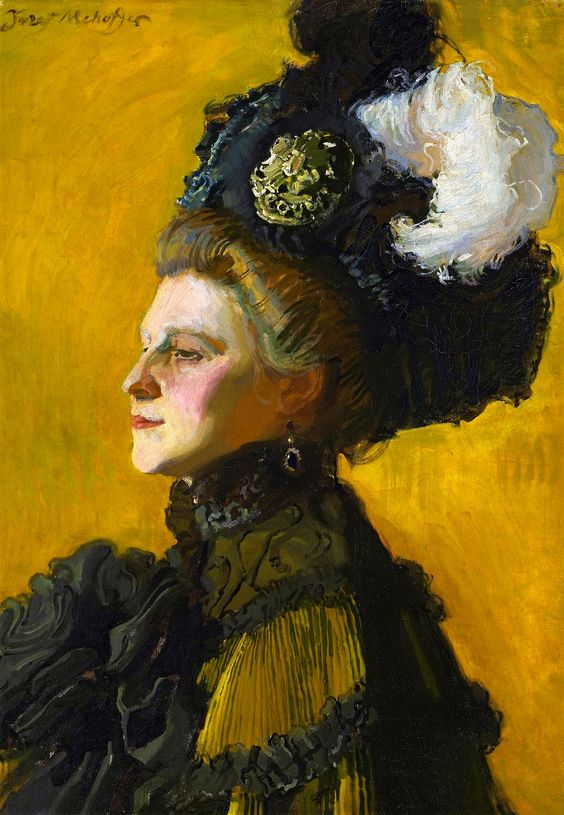
Jadwiga Janakowska, Frau des Künstlers (1907)

Józef Mehoffer (geboren 19. März 1869 in Ropczyce, Österreich-Ungarn; gestorben 8. Juni 1946 in Wadowice) war ein polnischer Maler und Graphiker und einer der führenden Vertreter der Kunstrichtung Junges Polen.

## Leben und Werk
Józef Mehoffer stammte aus einer österreichischen Beamtenfamilie. Er studierte Malerei an der Kunstakademie in Krakau, u. a. bei Jan Matejko, außerdem an der Universität und Akademie in Wien sowie in Paris an der Académie Colarossi und der École des Beaux-Arts. Zu seinen bevorzugten Verfahren gehörten Kunstgraphiken, Staffeleimalerei, Kreidezeichnungen, Autolithographien, Radierungen etc. Er malte zahlreiche Porträts, gerne von Personen in historisierenden Trachten, erstellte Theaterdekorationen, Möbel und vieles mehr.
Auch im Bereich der angewandten Kunst war er tätig. So stellte er eine Vielzahl von Buchumschlägen, Exlibris und weitere Verzierungen her, erstellte Plakate, Wasserzeichen und schuf Vorlagen für Banknoten. 1909 kaufte er einen Gutshof in Jankówka, wo er einen Park anlegte (dargestellt auf dem Bild Der rote Schirm).

### Glasmalerei
Berühmt wurde Mehoffer durch seine Kirchenfenster, bei denen er Elemente der mittelalterlichen Malerei mit solchen der Wiener Sezession verband. Bekannt sind insbesondere die von ihm im Jugendstil entworfenen 13 Fenster der Kathedrale St. Nikolaus in Freiburg im Üechtland, die in den Jahren 1895 bis 1936 entstanden. Der Rektor der katholischen Theologischen Fakultät, der Dominikaner Père Joachim-Joseph Berthier, hatte sich für den Wettbewerbsbeitrag des polnischen Künstlers eingesetzt. Gemeinsam mit Stanisław Wyspiański und Jan Matejko entwarf Mehoffer Fenster für die Krakauer Marienkirche. Er schuf auch Wandmalereien, etwa in der Armenischen Kathedrale von Lemberg, in der Schatzkammer auf dem Krakauer Wawel und in der Kirche von Turek.

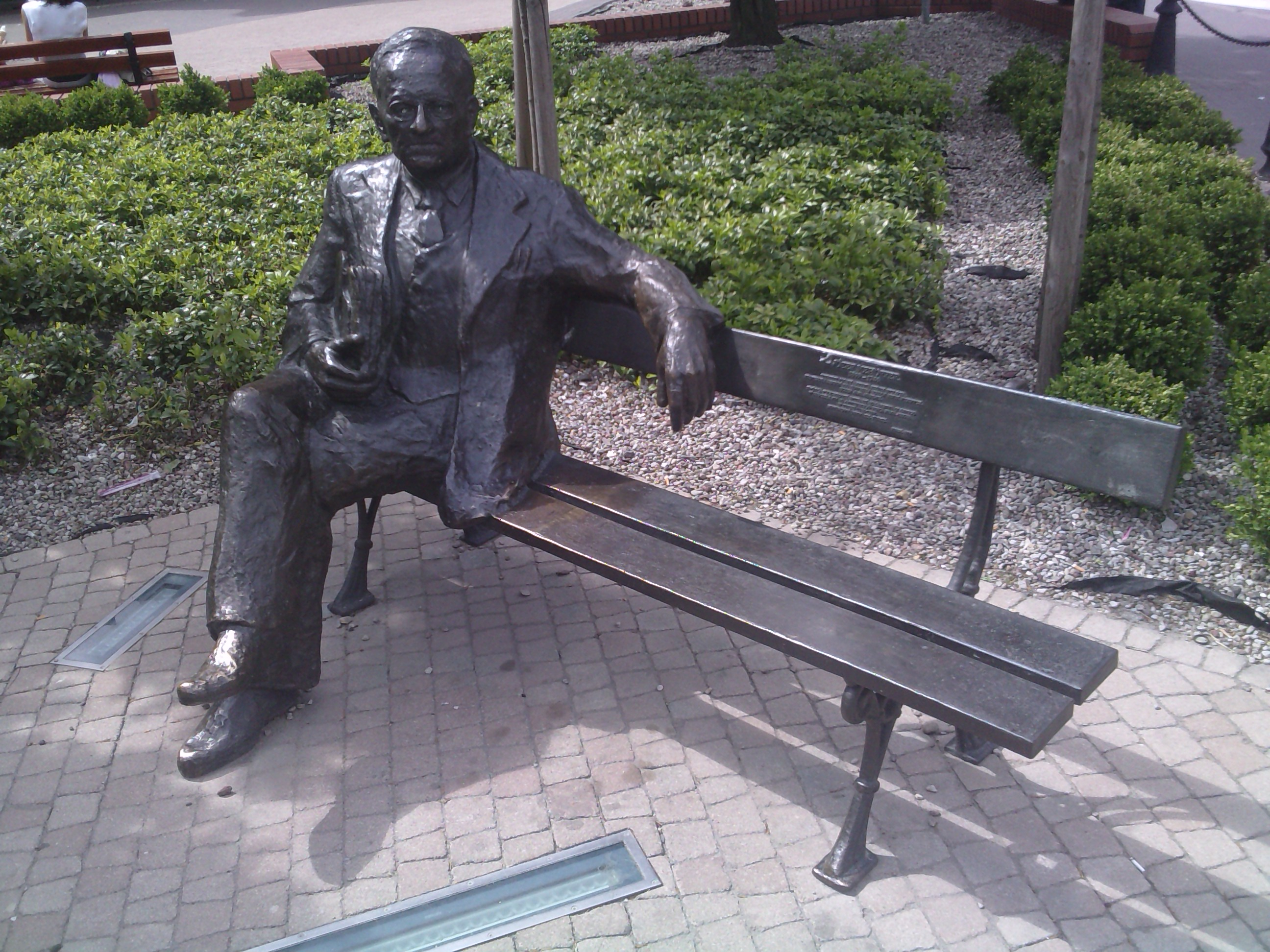
Józef-Mehoffer-Skulptur in Turek (Polen)

## Ehrungen
Sein Krakauer Wohnhaus, das Józef-Mehoffer-Haus, wurde ihm als Museum gewidmet und ist heute eine Zweigstelle des Krakauer Nationalmuseums. In Turek wurde ein Denkmal für ihn errichtet; die lebensgroße Skulptur zeigt ihn auf einer Bank sitzend. Er war außerdem Träger des Literaturpreises „Goldener Lorbeer der Polnischen Akademie für Literatur“.